# Svavelmusseron
Svavelmusseron (Tricholoma sulphureum) är en svampart. Svavelmusseron ingår i släktet musseroner och familjen Tricholomataceae.  Arten är reproducerande i Sverige.

## Underarter
Arten delas in i följande underarter:
- hemisulphureum
- pallidum
- sulphureum

## Källor

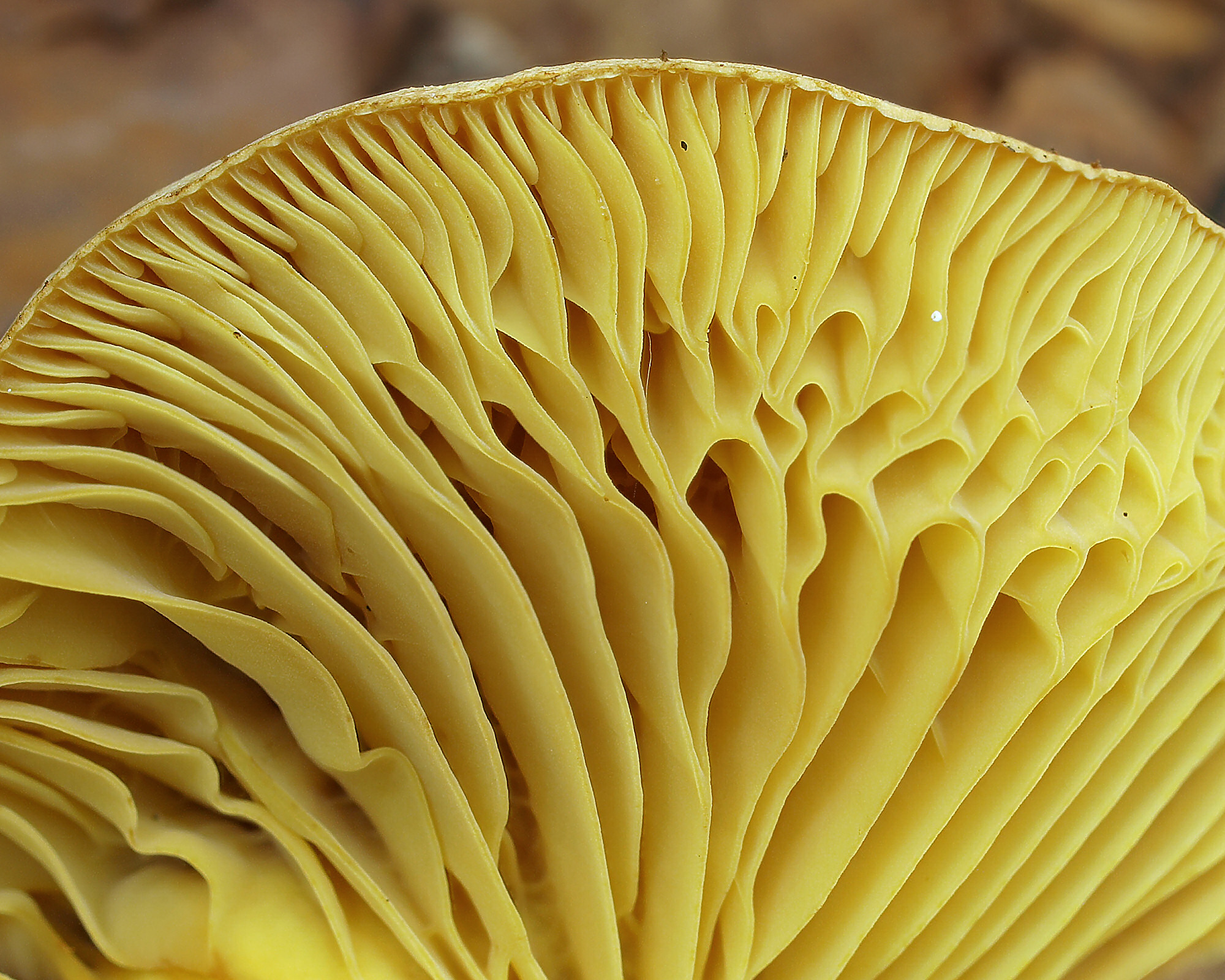
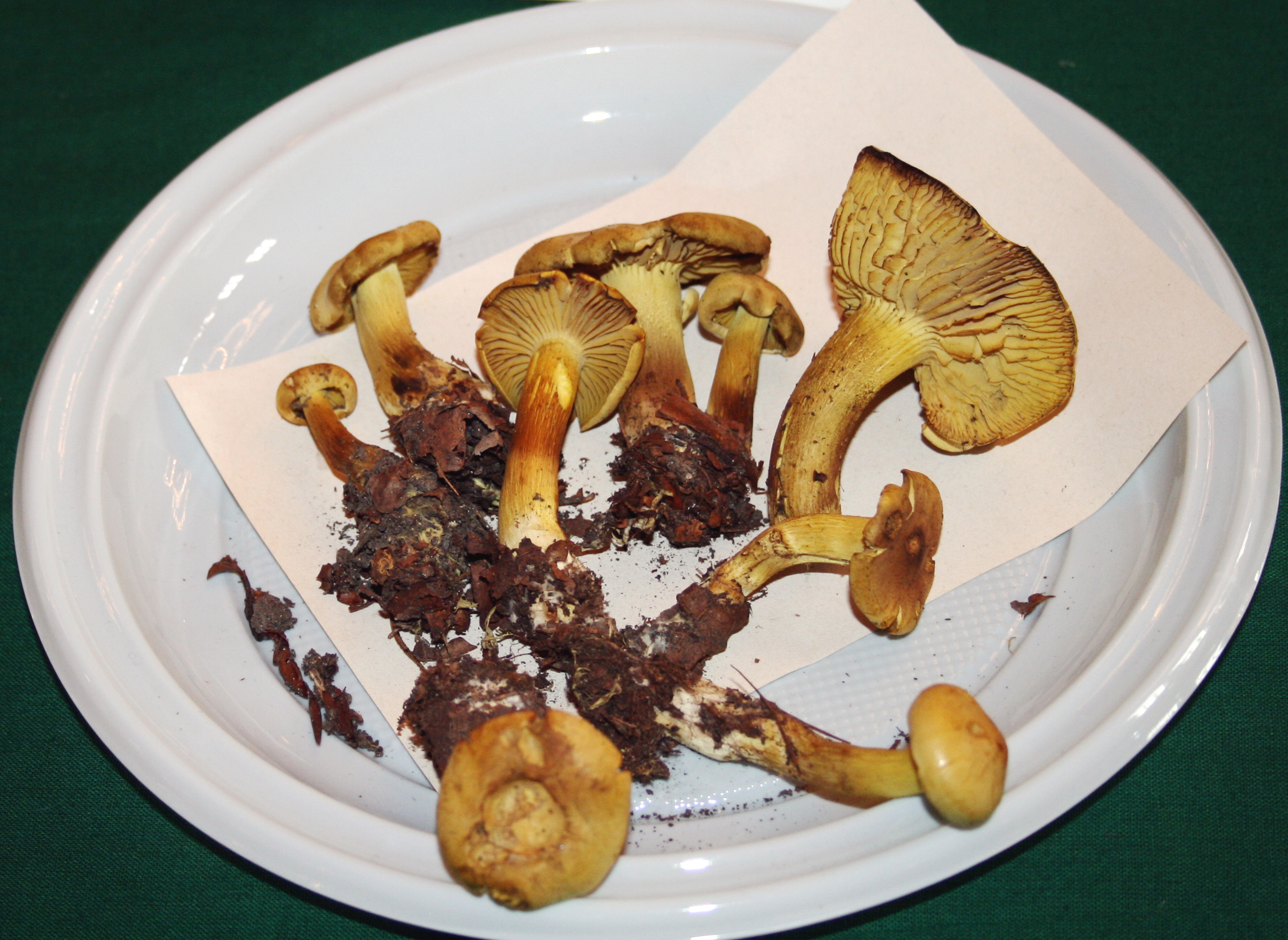
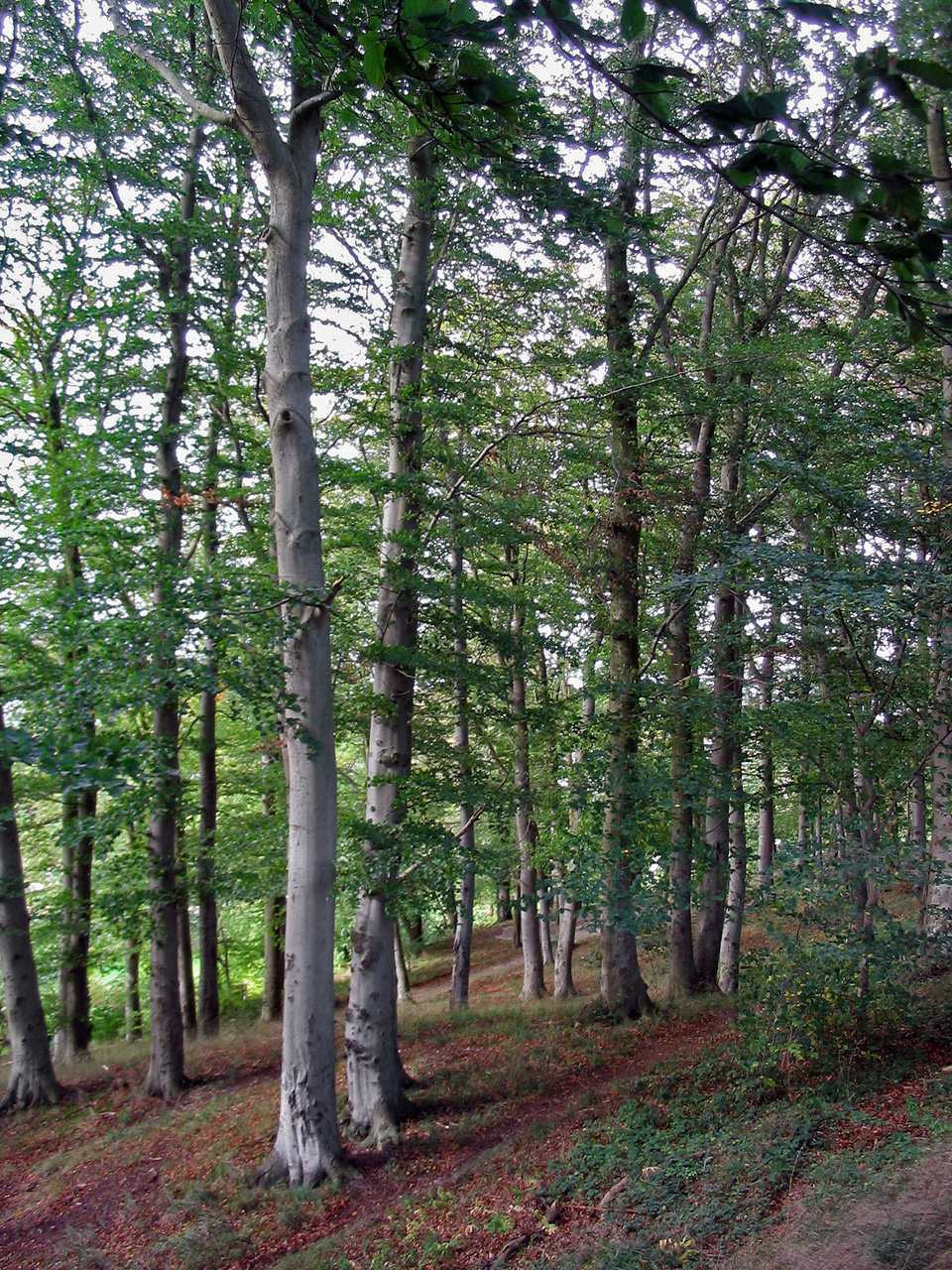
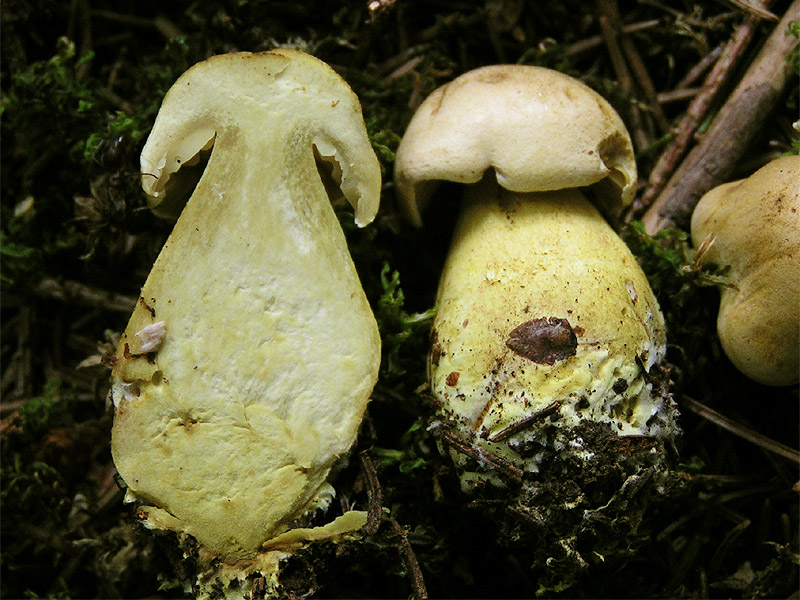
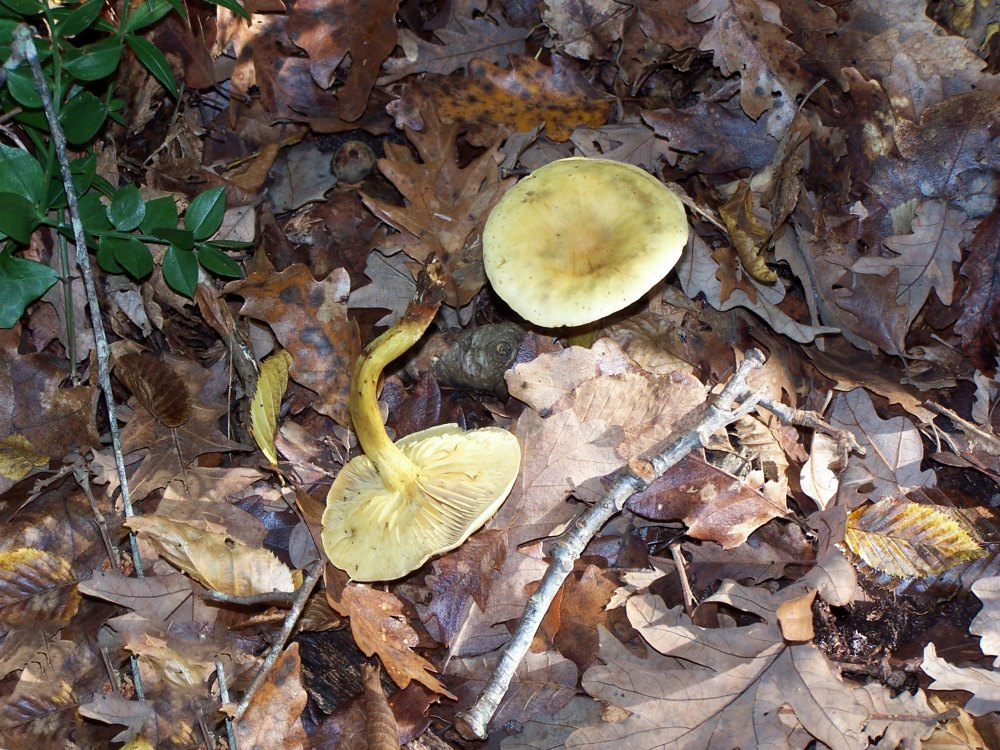